# نوري (طحلب)
النوري (باليابانية: 海苔، بالصينية: 海苔، بالإنجليزية: Nori) هو الاسم الياباني الذي يطلق على مجموعة من الطحالب البحرية الصالحة للأكل، التي تنتمي إلى جنس من الطحالب الحمراء التي تسمى بورفايرا. كذلك، تطلق هذه التسمية على المنتوجات التي تصنع من هذه الطحالب، والتي تدعى بالخضراوات البحرية. المنتوجات النهائية تصنع بعد تقطيع الطحالب وتجفيفها، بطريقة مشابهة لطريقة صنع الورق. تعدّ كل من اليابان، كوريا، والصين، البلدان الأكثر تصنيعاً للنوري في العالم. الجيم أو الكيم الكوري شبيه بالنوري، لكنه أرق، ويقلى في زيت السمسم.

## التاريخ
كان مصطلح النوري يشمل مجموعة أوسع من الطحالب الصالحة للأكل، بما فيها الهيجيكي. كان النوري الأصلي يستخدم كمعجون، واخترعت اللفائف في آساكوسا، إيدو (طوكيو حالياً)، حيث استخدمت في صنعها الطريقة نفسها التي تصنع بها الأوراق. كلمة نوري تعني أيضاً الصمغ باليابانية، مما يشير إلى أن بعض الاستخدامات الأخرى للطحالب هي في لصق المواد.

## صناعة النوري
تستخدم تقنية متطورة في صنع النوري في الوقت الحالي، فبالرغم من التعقيد الذي يكمن في تكوين طحالب البورفايرا الحيوي، إلا أنه مفهوم، وقد تم استغلال هذه النقطة للتحكم في جميع خطوات صنع النوري تقريباً. يتم «زراعة» طحلب البورفايرا في الماء، بحيث يستزرع على شباك معلقة على سطح الماء، بينما يعمل المستزرعون على القوراب. تأخذ هذه الطحالب ما يقارب 45 يوماً كي تنمو، ويتم حصدها باستخدام حاصدات آلية، ثم يتم تحضيرها بآلات متخصصة باستخدام الطريقة التقليدية نفسها. يبدو المنتوج النهائي كصفيحة رقيقة، قاتمة اللون، وجافة، حوالي 18 × 20 سم، وتزن 3 جرامات تقريباً.
هناك عدة درجات لجودة النوري، وأكثرها شيوعاً في الولايات المتحدة وأرخصها المستوردة من الصين. أما شين - نوري، فيعدّ من أغلى وأجود وأرق أنواع النوري، حيث ينتج من الحصاد الأول في السنة، ويحصد في خليج أرياكي في جزيرة كيوشو باليابان.

## استخدامات النوري
يستخدم النوري بشكل رئيسي كلفافة للسوشي والأونيغيري، وقد يستخدم أيضاً لإضافة نكهة مميزة لأطباق الحساء، أو كزينة. يتم في العادة تحميص النوري قبل تناوله، ويسمى «ياكي - نوري». تعدّ «آجيتسوكي - نوري» إحدى أكثر المنتوجات الثانوية للنوري شعبية، وهي عبارة عن نوري محمص ومنكه بمجموعة من المكونات اليابانية أو الكورية، بحيث تضاف أثناء التحميص.